# Kerem Avraham

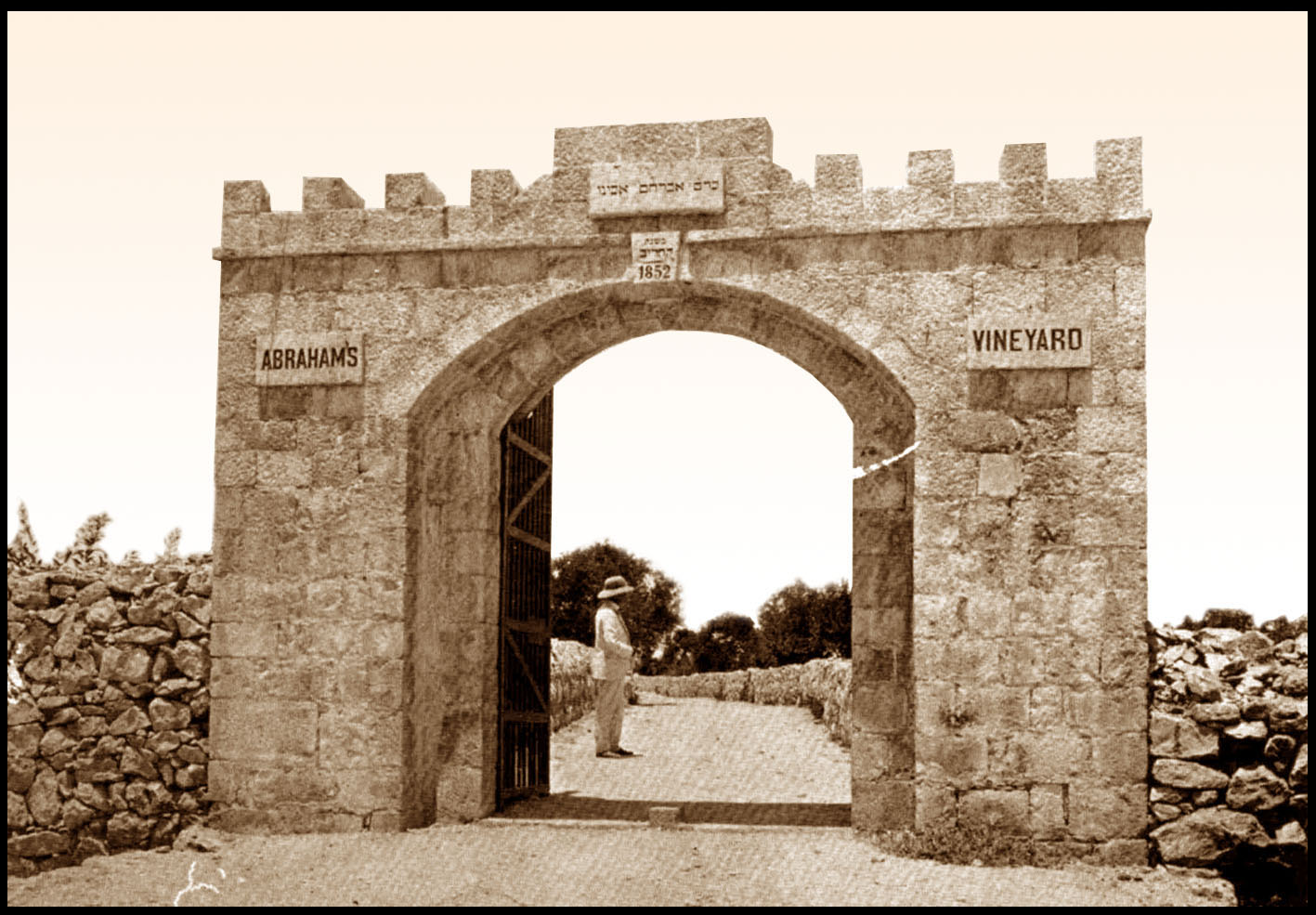
James Finn na entrada de Kerem Avraham

Kerem Avraham (em português Vinhedo de Abrahão), é um bairro perto de Geula, no centro de Jerusalém, fundado em 1855. É delimitado pela Rua Malkhei Yisrael, Rua Yechezkel, Rua Tzefanya e pelo Complexo Schneller.
A casa da missão (1855) foi uma das primeiras estruturas a serem construídas fora da Cidade Velha de Jerusalém; outras são o Orfanato Schneller, a escola Bishop Gobat, Mishkenot Sha'ananim e o Complexo Russo.

## História

### Século XIX

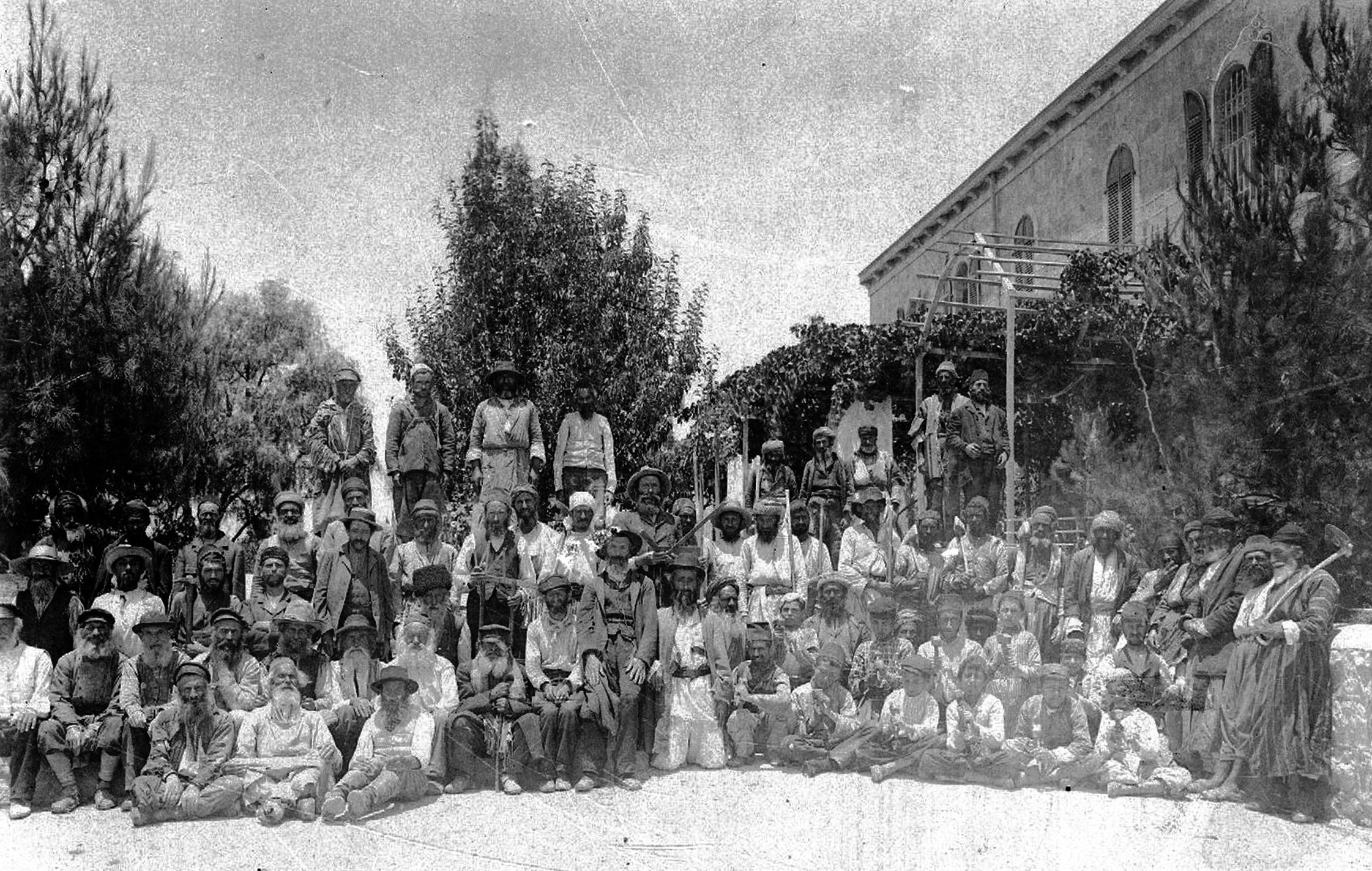
Trabalhadores judeus em Kerem Avraham em 1855

O Vinhedo de Abraão, que mais tarde seria chamado de Kerem Avraham, foi estabelecido por James Finn, cônsul britânico em Jerusalém otomana, e sua esposa Elizabeth Anne Finn. Finn era um cristão devoto, membro da Sociedade de Londres para a Promoção do Cristianismo entre os Judeus, mas não se envolveu em trabalho missionário durante seus anos em Jerusalém.
Em 1852, Finn comprou um terreno de 10 acres de terra árida fora dos muros da Cidade Velha. O terreno era chamado Karm al-Khalil ("Vinhedo de Abraão", em árabe). Lá, ele estabeleceu a "Fazenda Industrial para Emprego de Judeus em Jerusalém" um empreendimento com o objetivo de treinar judeus na agricultura e outros ofícios para que pudessem se tornar autossuficientes, reduzindo a dependência da distribuição de assistência (halukka). O gerente era um cristão chamado Dunn que acreditava ser descendente da tribo de Dan. Finn empregou trabalhadores judeus para construir a primeira casa no local em 1855, além de cisternas para armazenamento de água.
Após a morte de Finn, sua viúva fundou uma fábrica de sabão que produziu sabão kosher de alta qualidade, que era vendido no mercado local e exportado para o exterior. O sabão era feito de gordura de azeite de oliva misturada com álcali, proveniente das cinzas da planta kali (barilla), que crescia no vale do Jordão. A produção de sabão tornou-se a indústria mais conhecida estabelecida no complexo.
A maioria dos residentes de Kerem Avraham na atualidade são ortodoxos. 